# Бельская, Ольга (актриса)
Ольга Бельская (пол. Olga Bielska, настоящая фамилия Сороколетов, пол. Sorokoletow, 4 декабря 1922, Киверцы, Волынская область — 25 июля 1996, Зегжинское водохранилище) — польская актриса театра, кино и телевидения.

## Биография
Ольга Бельская родилась 4 декабря 1922 года в Киверцах. Актёрское образование получила в Государственном институте театрального искусства в Варшаве. Дебютировала в театре в 1946 г. Актриса театров в разных польских городах (Познань, Лодзь, Катовице, Краков, Варшава). Выступала в спектаклях «театра телевидения» в 1967—1981 гг. Утонула в Зегжинском водохранилище 25 июля 1996 года.

## Избранная фильмография
- 1954 — Автобус отходит в 6.20 / Autobus odjeżdża 6:20 — работница в бюро Виктора
- 1957 — Настоящий конец большой войны / Prawdziwy koniec wielkiej wojny — Ирена
- 1958 — Дождливый июль / Deszczowy lipiec
- 1960 — Тысяча талеров / Tysiąc talarów
- 1964 — Прерванный полёт / Przerwany lot
- 1966 — Лекарство от любви / Lekarstwo na miłość
- 1973 — Чёрные тучи / Czarne chmury (телесериал)
- 1986 — Приглашение / Zaproszenie
- 1987 — Специальная миссия / Misja specjalna